# ليون ليفين
ليون ليفين (بالإنجليزية: Leon Levine)‏ هو شخصية أعمال أمريكي، ولد في 8 يونيو 1937 في ويدسبورو في الولايات المتحدة.